# Kościół św. Olafa w Kirkjubøur
Kościół św. Olafa (far. Ólavskirkjan) to najstarszy budynek tego typu na Wyspach Owczych. Mieści się on w wiosce Kirkjubøur, na wyspie Streymoy, w okolicach największego miasta archipelagu, Thorshavn. Jest jednym z trzech zabytków tego miasteczka, którymi bardzo szczycą się Farerczycy. Pozostałe to: Kirkjubøargarður i Katedra Magnusa.

## Historia
Ólavskirkjan został zbudowany około 1111 roku i przez całe średniowiecze był parafią, do której należały Wyspy Owcze. Chowano tu zmarłych biskupów farerskich, a także innych ludzi w mieszkających w okolicy. Niestety z biegiem lat, okoliczna osada, Kirkjubøur, straciła swą pozycję na Wyspach, wyludniając się niemal zupełnie, co przyczyniło się także do opuszczenia kościoła. Przez wieki zamieniał się on w ruinę, by w końcu w dużej mierze pokryć się ziemią. W 1962 roku zainteresowano się wreszcie dziedzictwem chrześcijaństwa na Wyspach Owczych i rozpoczęto odkopywanie oraz renowację budynku. Prace zakończono pięć lat później, kiedy artysta farerski, Samuel Joensen-Mikines namalował obraz na obudowie ołtarza, przedstawiający łódź prowadzoną przez świętą postać. Dziś kościół jest bardziej miejscem do zwiedzania niż odprawiania sakramentów religijnych. Znajdują się w nim relikty chrześcijaństwa na Wyspach Owczych: pastorał biskupi z przełomu XII/XIII wieku, oraz kamień nagrobny z ok. 1400 roku.

## Patron
Św. Olaf jest znanym w krajach skandynawskich wikingiem, który z wyznania pogańskiego przeszedł na chrześcijańskie. Zaprowadzenie tej wiary w Norwegii uznał za swój życiowy cel i jako jej król udało mu się to osiągnąć. Został wygnany przez opozycję w 1028 i zginął próbując odebrać tron w Bitwie pod Stiklestad, po której uznany został za męczennika.